# Alpha Beta Gaga
Alpha Beta Gaga è il secondo singolo estratto dal terzo album del gruppo francese AIR, Talkie Walkie. Il singolo è stato pubblicato il 9 agosto del 2004.
Il singolo è stato usato come introduzione del primo episodio della seconda stagione del telefilm statunitense Castle.

## Video
Il videoclip è stato diretto da Mathieu Tonetti.

## Tracce
CD (VSCDX1880)
1. "Alpha Beta Gaga" (edit)
2. "Alpha Beta Gaga" (Rhymefest vs Mark Ronson remix)
3. "Alpha Beta Gaga" (Mark Ronson dub)
4. "Alpha Beta Gaga" (Jackson remix)

12" (VST1880)
1. "Alpha Beta Gaga" (edit)
2. "Alpha Beta Gaga" (Jackson remix)
3. "Alpha Beta Gaga" (Rhymefest vs Mark Ronson remix)
4. "Alpha Beta Gaga" (Mark Ronson dub)